# Megabates
Megabates był wodzem perskim żyjącym na przełomie VI i V wieku przed naszą erą. Został wymieniony w "Dziejach" Herodota jako dowódca nieudanej wyprawy przeciw Naksos w roku 499 p.n.e., dokąd wyruszył za przyzwoleniem króla Dariusza na czele floty fenickiej złożonej z 200 okrętów. W wyprawie brał również spragniony władzy tyran Miletu Arystagoras, który był autorem pomysłu, a także wygnani z Naksos arystokraci, którym marzył się powrót do utraconych włości. Zdobycie miasta przez zaskoczenie nie udało się, 4-miesięczne oblężenie również, bowiem Naksyjczycy zdołali w porę zebrać zapasy i ufortyfikować miasto.
Przypuszcza się, że nie kto inny, a właśnie Megabates uprzedził mieszkańców Naksos o zbliżaniu się floty. Chciał w ten sposób skompromitować na dworze perskim Arystagorasa, z którym pokłócił się o coś na samym początku wyprawy.